# Cylindrepomus viridipennis
Cylindrepomus viridipennis är en skalbaggsart som först beskrevs av Maurice Pic 1937.  Cylindrepomus viridipennis ingår i släktet Cylindrepomus och familjen långhorningar.
Artens utbredningsområde är Laos. Inga underarter finns listade i Catalogue of Life.